# Higgy neki, hisz zsaru
A Higgy neki, hisz zsaru (eredeti címe: Internal Affairs) 1990-es amerikai bűnügyi filmthriller, amelyet Mike Figgis rendezett. A forgatókönyvet Henry Bean készítette. A főbb szerepekben Richard Gere és Andy García. 1990. január 12-én mutatták be az Egyesült Államokban. Magyarországon 1990. június 28-tól vetítették a mozikban.

## Cselekmény
Dennis Peck és Van Stretch, a két korrupt zsaru egy rajtaütés során megtámad egy drogdílert. Az akciójuk kollégájukat, Dorian Fletchert szorult helyzetbe hozza, miután megöl egy fegyvertelen férfit. Peck egy kést helyez a holttestre, hogy megvédje Fletchert. Eközben Raymond Avillát a Belső Ügyosztálytól megbízzák a nyomozással, aki leleplezi Stretch visszaélő viselkedését és korrupt partnerségét Peckkel, a köztiszteletben álló rendőrrel, akinek pazarló életmódja kérdéseket vet fel. Peck korrupciós hálózata kiterjed a zsarolásra, a szívességekre, a bűnözőkkel való üzletelésre, sőt még a bérgyilkosságokra is.
Stretch hajlandó tanúskodni Peck ellen, de egy merénylet során életét veszti. Ahogy Avilla egyre mélyebbre ás, felfedezi Peck manipulációit, és feleségén, Kathleen-en keresztül próbálják őt provokálni. Avilla megszállottsága az ügy iránt a házassága kárára megy, ami érzelmi konfrontációkhoz vezet. A nyomozás egyre közelebb kerül Peckhez, és kiderül, hogy gyilkosságokban, kényszerítésben és manipulációban is részt vett.
Egy feszült végső leszámolás során Peck túszul ejti Kathleent, és Avillát élet-halál harcra kényszeríti. Annak ellenére, hogy Peck megpróbálja igazolni szociopata tetteit, azt állítva, hogy a családját akarta eltartani, Avilla végül megöli őt. Az igazságszolgáltatás megtörténik, de nem veszteség és zűrzavar nélkül, mivel Peck uralmának következményei minden érintettben sebeket hagynak.

## Szereplők
| Szerep               | Színész             | Magyar hang     |
| -------------------- | ------------------- | --------------- |
| Dennis Peck          | Richard Gere        | Vass Gábor      |
| Raymond Avilla       | Andy García         | Dörner György   |
| Amy Wallace          | Laurie Metcalf      | Bessenyei Emma  |
| Kathleen Avilla      | Nancy Travis        | Kováts Adél     |
| Grieb                | Richard Bradford    | Láng József     |
| Van Stretch          | William Baldwin     | Dunai Tamás     |
| Dorian Fletcher      | Michael Beach       | Rudolf Péter    |
| Tova Arrocas         | Katherine Borowitz  | Ráckevei Anna   |
| Penny Stretch        | Faye Grant          | Götz Anna       |
| Steven Arrocas       | John Kapelos        | Juhász Jácint   |
| Rudy Mohr            | Xander Berkeley     | Melis Gábor     |
| Healy rendőrfőnök    | John Capodice       |                 |
| Kee                  | Victoria Dillard    |                 |
| Cheryl               | Pamella D'Pella     |                 |
| Lolly                | Susan Forristal     | Kiss Erika      |
| Judson               | Allan Havey         | Melis Gábor     |
| Buster               | Lew Hopson          |                 |
| Trafficante őrmester | Tyde Kierney        |                 |
| Gregory kuzin        | Julio Oscar Mechoso | Hankó Attila    |
| sebész               | Harry Murphy        | Koroknay Géza   |
| Liz Fletcher         | Billie Neal         | Hegyi Barbara   |
| Demetrio             | Marco Rodríguez     | Dimulász Miklós |
| Heather Peck         | Annabella Sciorra   | Tóth Enikő      |
| Riordan százados     | Arlen Dean Snyder   |                 |
| Jaegar               | Ron Vawter          | Pathó István    |
| May                  | Valerie Wildman     | Kovács Zsuzsa   |
| Sean Stretch         | Elijah Wood         |                 |

## Fogadtatás

### Kritikai visszhang
A film pozitív visszajelzéseket kapott. A Rotten Tomatoeson 79%-os minősítést ért el 34 értékelés alapján. Chris Bennion a Timestól azt írta: „Két órányi izzadt, macsó fejbeverés következik. Gere bájos, kegyetlen szociopatája - üveges szemei és hamis mosolya itt is remekül működik - ellopja a show-t.” A Variety szerint: „Figgis sosem hagyja, hogy a tempó eléggé lelassuljon ahhoz, hogy a történet vékonyságát felfedje, annak ellenére, hogy utólag visszatekintve mérsékelt mennyiségű akciót láthatunk.” Desson Thomson a Washington Posttól azt írta: „Azok, akiknek furcsa érzéseik vannak, vagy túl sok idejük, vagy elmebeteg humorérzékük, és tudjátok, kik vagytok, talán jól szórakozhatnak ezen.”
A Metacritic 63 pontot adott a 100-ból 20 vélemény alapján. Juan Carlos Coto a Miami Heraldtól azt írta: „Ez egy komor, realisztikus rendőrségi eljárás a Los Angeles-i rendőrség belső ügyosztályáról (a zsarukról, akik figyelik a zsarukat). Egyúttal feszes, hátborzongató thriller, amelyben a konfliktus és a feszültség rejtett -- de mégis hatásos.” Janet Maslin a New York Timestól azt írta: „A nagyon szimpatikus Garcia úrnak intenzív, tanult hűvössége van, amit szépen ellensúlyoznak a kétnyelvű kitörések. Gere úr pedig a legtöbbet hozza ki Peck mosolygós gazemberéből, erőteljes fizikai jelenlétet és veszélyes, kiszámíthatatlan éleket kölcsönöz neki.” Pauline Kael a New Yorkertől azt írta: „Rossz móka. A Los Angeles-i zsaru- és kokain- és művészeti thrillerek kifinomult változatának van egy hátborzongató, ritmikus minősége, amely beszippantja és szórakoztatja az embert.”

### Bevétel adatai
A Box Office Mojo szerint a film 27 millió dolláros bevételt ért el, a költségvetésről nincs adat.